# Gampr
Gampr (em armênio/arménio:  գամփռ; gamp'ṙ) é uma raça de cão guardião de rebanhos nativa dos planaltos da Armênia. A raça não é reconhecida pelos mais importantes  kennel clubes como uma raça pura, porque é considerada por estes ainda como apenas um tipo regional de cães. Mas é reconhecida pelo International Kennel Union (www.ikuworld.org) desde 2011.

## Aparência
O moderno Gampr pouco mudou na história da sua existência no planalto armênio. É ums das poucas raças naturais não submetidas a rígidos processos de seleção pelo fenótipo. Eles preservaram a variação genética que outras raças de cães tinham antigamente. Esta variação genética foi promovida pelo espontâneo e, em alguns casos, intencional cruzamento periódico com lobos nativos da região (até o presente). Gamprs diferenciam-se por sua capacidade vital, independência, inteligência, forte instinto de auto-preservação, capacidade de defesa, autoconfiança e proteção dos animais, com exclusiva simpatia para com os seres humanos.
A cabeça destes cães de montanha é grande, bem delineada e bem desenvolvida, mas carece de masséteres proeminentes na face O lombo é grande, em linha reta, musculoso e forte. Ao garrote (cernelha), a altura em machos é 65 cm ou mais, e em cadelas é 62 cm ou mais. O peso corresponde ao tamanho total do cão, e, geralmente, varia de 45 a 60 kg.
O Gampr armênio tem um sub-pelo bem desenvolvido, a fim de protegê-lo em condições adversas. Dependendo do comprimento da pelagem, há dois tipos: pêlo longo, com pelagem exterior longa, e o de pêlo curto, denso e relativamente curto. Uma pelagem marrom ou malhada é indesejável, de acordo com o padrão da raça.

## Caráter e comportamento
Os cães Gampr não são treinados, mas executam as funções básicas necessárias naturalmente. A palavra armênia "Gampr" significa "cão de guarda", mas a mesma raça em vez disso, pode ser chamada de um "gelkheht" (de "gel" - "lobo" e "khekhtel", "para sufocar") se ele tem aptidão a ser usado como um caçador de lobos; um cão caçador de ursos é conhecido como "archashoon" ("cão-de-urso"); um cão de avalanche é chamado de "potorkashoon", e um cão pastor é chamado "hovvashoon". Os Gamprs são muito ligados às pessoas, especialmente aqueles cães que vivem em casas humanas, porque eles sentem-se um familiar ou membro da matilha.

## Reconhecimento
O Gampr armênio ainda não é reconhecido por qualquer um dos mais importantes kennel clubs mundiais (a saber AKC, TKC, CKC, UKC, FCI).
Em abril de 2011, uma nova organização chamada International Kennel Union (IKU), que atua em 17 países, incluindo Espanha, Bulgária, Grécia, Armênia, Rússia, Ucrânia, Geórgia e outros, reconheceu oficialmente o Gampr como a raça de cão nacional da Armênia.